# Кандрше (Загорє-об-Саві)
Кандрше (словен. Kandrše) — поселення в общині Загорє-об-Саві, Засавський регіон, Словенія. Висота над рівнем моря: 497,9 м.